# Брачна история
Брачна история (на английски: Marriage Story) е американски драматичен филм от 2019 година на режисьора Ноа Баумбах. Филмът разглежда брачна двойка, която преминава през развод. В главните роли влизат Скарлет Йохансон и Адам Драйвър.
Филмът се разпространява от Netflix и получава ограничено разпространение по кината. Получава 6 номинации на наградите Оскар през 2020 година, сред които за най-добър филм, най-добър актьор (Драйвър), най-добра актриса (Йохансон), най-добра поддържаща актриса (Дърн) и най-добър оригинален сценарий.
През януари 2020 е обявено, че филмът ще бъде включен в Крайтириън Кълекшън.

## Сюжет
Филмът започва с момента на настъпване на раздялата между млада семейна двойка с едно дете - Чарли Барбър (Адам Драйвър) и Никол Барбър (Скарлет Йохансон). Чарли е театрален режисьор в Бродуей, а Никол е актриса. Двамата опитват да подобрят отношенията си чрез посещение на семеен психолог, но Никол все пак решава да връчи документите за развода на Чарли. Първоначално Чарли очаква двамата да се разберат приятелски, но това не се случва и двамата наемат скъпи адвокати да защитават техните интереси, което им отнема много финансови средства. Основната битка е за попечителството на детето им, като Никол желае то да живее с нея в Лос Анджелис, а Чарли с него в Ню Йорк. В крайна сметка Чарли губи битката и в края на филма дори решава да се премести да живее в Лос Анджелис за да е по-близо до сина си.